# Land- und Stadtgericht Lyck

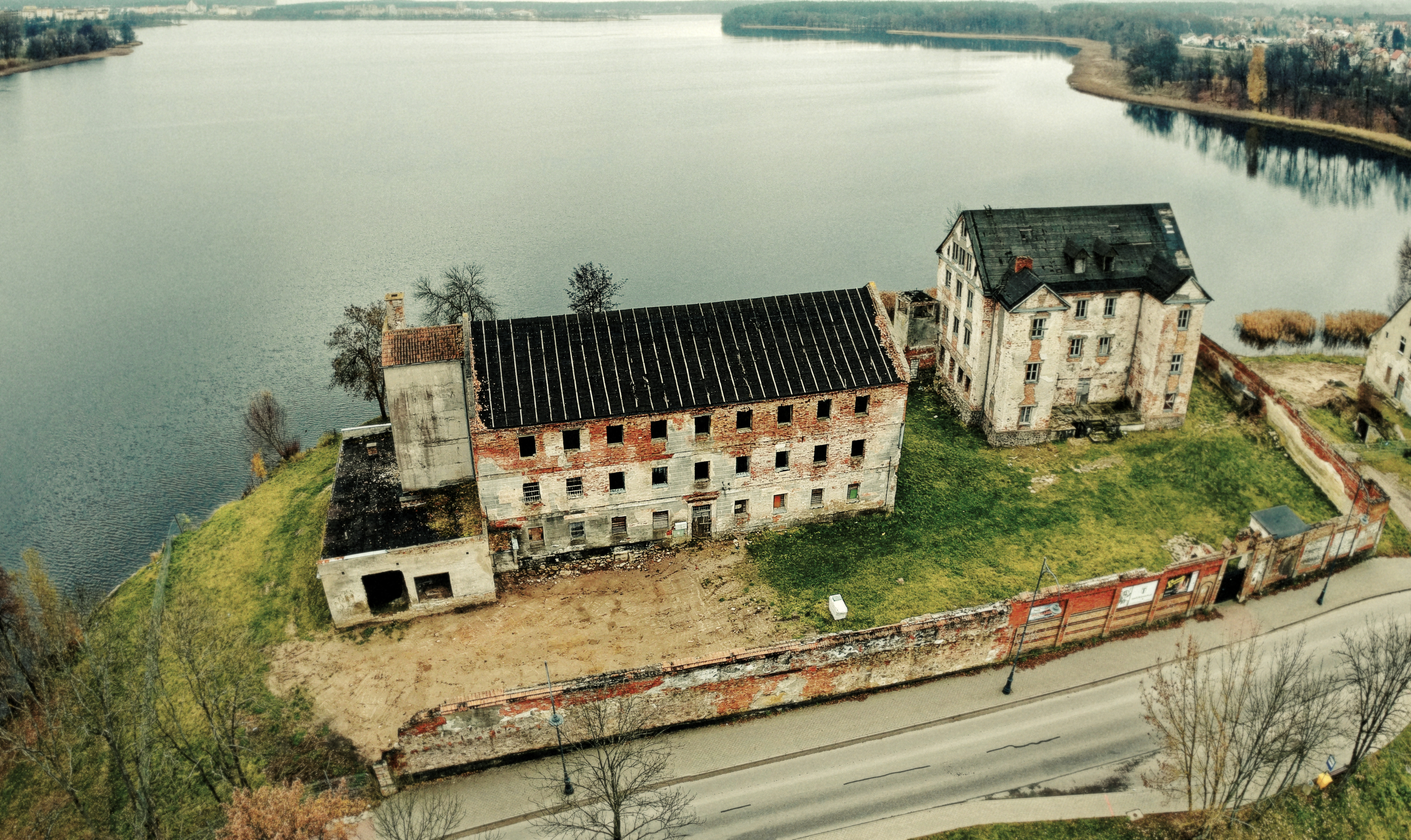
Schloss von Lyck, Sitz des Gerichtes

Das Land- und Stadtgericht Lyck war von 1817 bis 1849 ein preußisches Land- und Stadtgericht mit Sitz in Lyck.

## Geschichte
Das Land- und Stadtgericht Lyck wurde 1817 aus dem Stadt- und Amtsgericht Lyck gebildet. Es war ein Gericht 1. Klasse im Sprengel des Oberlandesgerichts Insterburg.
1837 umfasste der Gerichtsbezirk die Stadt Lyck mit 3136 Gerichtseingesessenen und 179 Ortschaften mit 23.375 Gerichtseingesessenen (zusammen also 26.511 Gerichtseingesessene). Am Gericht waren ein Direktor, zwei Richter und sieben weitere Mitarbeiter beschäftigt. Das Gericht war im Schloss untergebracht.
Nach der Märzrevolution wurden 1849 einheitlich Kreisgerichte gebildet. In Lyck entstand das Kreisgericht Lyck.